# Esforç tallant
L'esforç tallant, de tall o de cisalla és l'esforç intern o resultant de les tensions paral·leles a la secció transversal d'un prisma mecànic com per exemple una biga o un pilar. Es designa com T, V o Q.
Aquest tipus de sol·licitació format per tensions paral·leles està directament associat a la tensió tallant. Per a una peça prismàtica es relaciona amb la tensió tallant mitjançant la relació:

{\displaystyle Q_{y}=\int _{\Sigma }\tau _{xy}\ dydz,\qquad Q_{z}=\int _{\Sigma }\tau _{xz}\ dydz,\qquad Q={\sqrt {Q_{y}^{2}+Q_{z}^{2}}}}